# Neuréguline
 (janvier 2022).
Si vous disposez d'ouvrages ou d'articles de référence ou si vous connaissez des sites web de qualité traitant du thème abordé ici, merci de compléter l'article en donnant les références utiles à sa vérifiabilité et en les liant à la section « Notes et références ».
La Neuréguline ou  NRG est une protéine qui joue un rôle dans la croissance première du cœur et du système nerveux, elle peut déclencher la croissance de cellules du muscle cardiaque (cardiomyocytes mono-nucléées) en agissant sur les récepteurs à tyrosine kinase, ErbB4, et induit une restauration des fonctions du cœur.